# Adinda scabra
Adinda scabra är en kräftdjursart som först beskrevs av Walter E. Collinge 1916.  Adinda scabra ingår i släktet Adinda och familjen Scleropactidae. Inga underarter finns listade i Catalogue of Life.